# Tarlair Swimming Pool

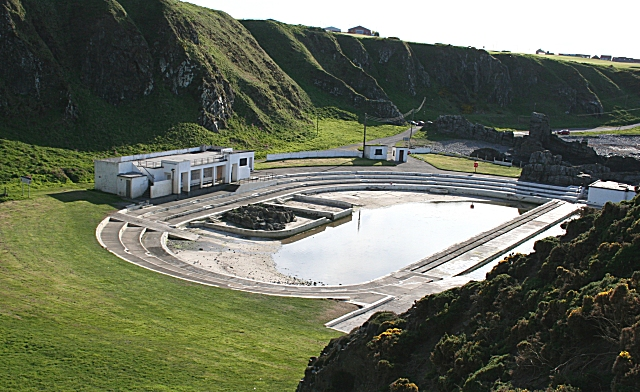
Tarlair Swimming Pool

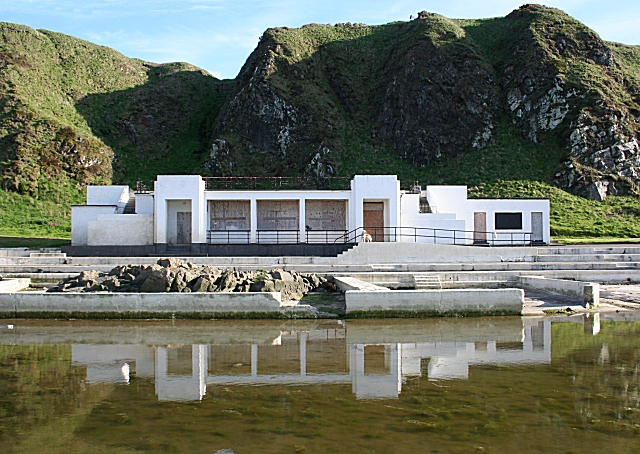
Das Teehaus

Der Tarlair Swimming Pool ist ein Meerwasserschwimmbad in der schottischen Ortschaft Macduff in der Council Area Aberdeenshire. 2007 wurde das Bauwerk in die schottischen Denkmallisten in der höchsten Denkmalkategorie A aufgenommen.

## Geschichte
Infolge der gestiegenen Freizeit und des verbesserten öffentlichen Nahverkehrs wurden Freizeitschwimmbäder im Schottland der 1920er und 1930er Jahre zunehmend populärer. Insbesondere entlang der Küste entstand in dieser Zeit eine ganze Reihe von Schwimmbädern, unter welchen der 1930 begonnene und im Folgejahr fertiggestellte Tarlair Swimming Pool das früheste Meereswasserschwimmbad war. Mit dem Rückgang der Schwimmaktivitäten in Schottland wurden die meisten der Bäder später geschlossen und abgebrochen. Heute sind nur noch drei Küstenschwimmbäder in Schottland erhalten, von denen der Stonehaven Open Air Swimming Pool jedoch nie mit dem Meer verbunden war und der Gourock Outdoor Pool zwischenzeitlich großteils überarbeitet wurde.
Als Stadtplaner des Burghs Macduff entwarf John C. Miller die Anlage im Jahre 1929. Nach dem Bau durch das lokale Unternehmen Robert Morrison & Son wurde das Schwimmbad 1931 eröffnet. Der Kiosk wurde im Laufe der 1950er Jahre ergänzt. Das Bad wurde auch als Veranstaltungsort genutzt. So trat die Band Wet Wet Wet dort 1994, ein Jahr vor Schließung der Anlage, auf. 2008 wurde die ungenutzte Anlage in das Register gefährdeter denkmalgeschützter Bauwerke in Schottland aufgenommen. Acht Jahre später wurde ihr Zustand als sehr schlecht bei gleichzeitig hoher Gefährdung eingestuft.

## Beschreibung
Die Art-déco-Anlage liegt am Kopf der kleinen Bucht Loch Craig am Moray Firth am Ostrand von Macduff. Am Fuße einer Klippe gelegen fügt sie sich harmonisch in die Landschaft. Drei Terrassen, die regelmäßig durch Stufen miteinander verbunden sind, säumen geschwungen das D-förmige Betonbecken. Seewärts schließt sich ein zweites, längliches Becken mit gerundeten Ecken an. Das Teehaus befindet sich an der Südseite. Der einstöckige Art-déco-Bau schließt mit einem Flachdach. Der Kiosk nimmt eine beinahe quadratische Fläche nahe dem Eingang an der Südwestseite ein.

## Trivia
Der Tarlair Swimming Pool ist einer der Schauplätze in Stuart MacBrides Buch In Blut verbunden aus der Logan-McRae-Reihe. Im stillgelegten Schwimmbad wird die Leiche eines kleinen Mädchens gefunden und dort spielt sich auch die letzte Szene des Buches ab, in der Logans Freundin Samantha beinahe im Schwimmbecken ertränkt wird. Den Einband der englischen Originalausgabe The Missing and the Dead ziert ein Foto des Schwimmbads.